# Slītere Nationalpark
Slītere Nationalpark (lettisk: Slīteres nacionālais parks) er en nationalpark i Dundaga Kommune, Kurzeme-regionen, på Letlands vestkyst. Selvom den formelt blev oprettet som nationalpark i 2000, er den baseret på det tidligere Slītere naturreservat, der var et af de ældste naturreservater i de baltiske stater. Det er den mindste nationalpark i Letland.

## Geografi
Parken ligger på Kurlandhalvøen, ved Domesnæs, der markerer slutningen af Irbestrædet, den sydlige vej ud af Riga-bugten.
Den omfatter et område på 265 km² (inklusive 101 km2 i Østersøen), hvilket gør den til den mindste nationalpark i Letland.
"Zilie Kalni" eller de "Blå Bakker" er et af de mest genkendelige geologiske træk ved parken. For tusinder af år siden dannede Zilie Kalni den gamle bred af den baltiske issø. Længere tilbage i tiden for 40 millioner år siden var klimaet subtropisk; rav med fosiler fra den periode findes stadig ved kysten, efter at tunge storme har omrørt sedimenterne på havbunden.
Den lille flod Irbe følger Irbestrædets kystlinje mod Østersøen og når havet i Slītere Nationalpark.  Dens brune vand fra hederne flytter konstant om på sandbankerne i flodmundingen. I det sene efterår svømmer ørreder op ad floden for at nå deres gydepladser.
- Rigabugtens vestlige kyst nær Domesnæs
- Lielais Peterezers, en sø i Kolka sogn, nær landsbyen Sīkrags på vestlkysten af Kurlandhalvøen .

## Flora
Slītere Nationalpark er berømt for den løvfældende skov, der dækker den tidligere kystlinje og for det unikke kompleks af klitter (kaldet kangari på lettisk) og fordybninger (vigas) med moser mellem klitterne. Det meste af løvskoven ligger på "Zilie Kalni". Yderligere 30% af parken er dækket af nåletræer.
Parken er hjemsted for hundredvis af arter af planter og mosser, hvoraf 29 arter ikke findes andre steder i Letland.

## Fauna
Slītere Nationalpark ligger langs de baltiske fugletrækruter, hvilket gør Slītere til et af de bedste steder i Letland for fuglekikkeri. For eksempel er kysten en rasteplads i det sene efterår for lille kobbersneppe på vej mod syd fra den nordlige tundra. Lapuglen kommer her fra Rusland om vinteren. Næsten alle fuglearter, der findes i Letland, er blevet observeret i Slītere, og så mange som 60.000 fugle i timen er blevet observeret flyvende over, i løbet af foråret og efteråret.
Ulv, den europæiske los og elgen findes alle i Slītere. Nationalparken har mange sjældne arter af insekter og snegle på grund af dens høje plante- og biodiversitet. Langs kysten har de baltiske gråsæler deres unger under det iskolde hav om vinteren; dette er deres sydligste placering i verden. Den sjældnere ringsæl ses lejlighedsvis.
- Slīteres fyr
- Huse med Slīteres fyr i baggrunden
- Landsbyen Košrags